# Spoorlijn Montmédy - Écouviez
De Spoorlijn Montmédy - Écouviez was een Franse spoorlijn die Montmédy via Écouviez met de Belgische spoorlijn 155 verbond. De lijn was 2,7 km lang en had als lijnnummer 201 000.

## Geschiedenis
De spoorlijn werd aangelegd door de Chemin de Fer de l'Est en geopend op 17 juni 1873. Reizigersverkeer werd opgeheven in 1951. Tot 1985 was de lijn in gebruik voor goederenvervoer, waarna deze werd gesloten en opgebroken.

## Aansluitingen
In de volgende plaatsen was er een aansluiting op de volgende spoorlijnen:
Montmédy
RFN 204 000, spoorlijn tussen Mohon en Thionville
Écouviez
RFN 201 306, raccordement van Montmédy
Spoorlijn 155 tussen Marbehan en Lamorteau